# Jadowniki (województwo małopolskie)

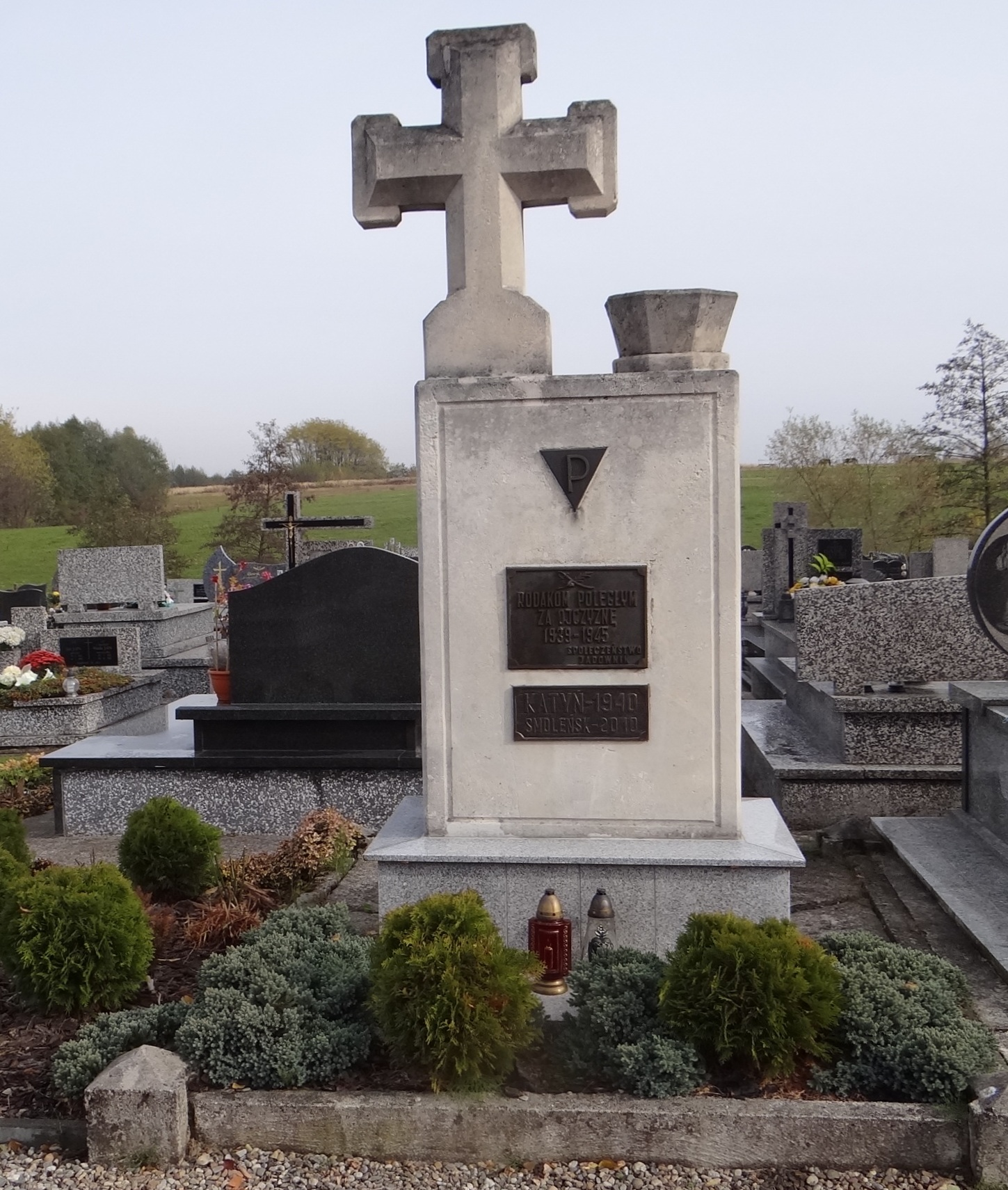
Pomnik ofiar Katynia i Smoleńska

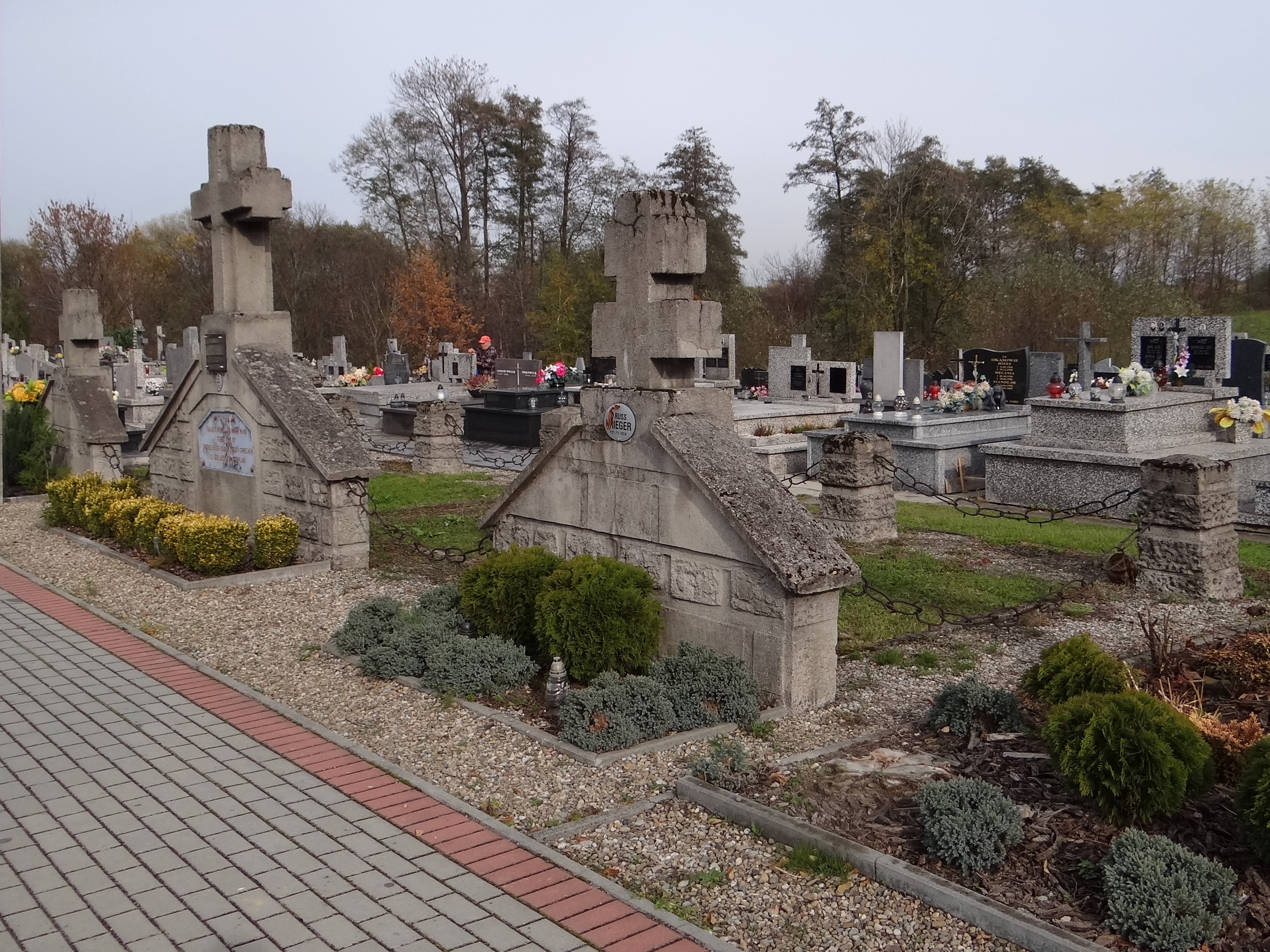
Cmentarz wojenny nr 278 – Jadowniki Podgórne

Jadowniki – wieś sołecka w Polsce położona w województwie małopolskim, w powiecie brzeskim, w gminie Brzesko.
Wieś liczy prawie 1500 gospodarstw i 5048 mieszkańców (13.9% ludności gminy). Gęstość zaludnienia wynosi 259,12 os./km². Zajmuje powierzchnię 19,35 km², co stanowi ok. 11,5% powierzchni gminy. W niektórych źródłach nazwa wsi występuje w formie Jadowniki Podgórne (np. w Słowniku geograficznym Królestwa Polskiego i innych krajów słowiańskich z 1888), która to ma je odróżniać od Jadownik Mokrych leżących na Powiślu Dąbrowskim.
W latach 1954–1972 wieś należała i była siedzibą władz gromady Jadowniki. W latach 1975–1998 miejscowość administracyjnie należała do województwa tarnowskiego.

## Położenie
Położona jest na ziemi krakowskiej należącej do historycznej Małopolski. Wieś dzieli droga krajowa nr 94 w relacji wschód-zachód. Znajduje się na granicy Pogórza Karpackiego i Kotliny Sandomierskiej w odległości ok. 55 km na wschód od Krakowa i 27 km na zachód od Tarnowa. Przez wieś przepływają rzeki Uszwica i będąca jej dopływem Grodna wypływająca zza Bocheńca, która do najdawniejszych czasów stanowiła główną oś wsi i przy której powstawały jadownickie drogi. Miejscowość graniczy od północy ze Szczepanowem i Sterkowcem, od wschodu z Maszkienicami i Jastwią, z którą granicę stanowi Jastwianka, od południowego wschodu z Porąbką Uszewską, od południowego zachodu z Okocimiem i od zachodu z Brzeskiem. Północny kraniec Jadownik wyznacza linia kolejowa nr 91 Kraków Główny – Medyka biegnąca przez Las Szczepanowski. Układ urbanistyczny to typowa ulicówka o układzie południkowym z zachowaną dużą ilością chałup, a nawet kompletnych zagród w typie krakowskiego drewnianego budownictwa wiejskiego.

## Rzeźba terenu
Część wsi na północ od drogi krajowej nr 94 to typowa równina będąca częścią Wysoczyzny Szczepanowskiej – mezoregionu Podgórza Bocheńskiego – charakteryzującej się niewielkim zróżnicowaniem rzeźby. Spadki terenu są niewielkie (lokalnie do 12%) przez co utrudniony jest odpływ wód podziemnych i powierzchniowych. Występują tu liczne podmokłości. W szerokich, płaskich obniżeniach występują, porośnięte często lasem wydmy. Południowa część miejscowości stanowi część Pogórza Wiśnickiego, które dzieli się na dwie równoleżnikowe strefy, co wynika z budowy geologicznej. Północna – nazywana Przedgórzem Brzeskim – ma lekko pofałdowaną powierzchnię, pochyloną w kierunku północnym, gdzie przeważają spadki dochodzące do 12%. W obrębie krawędzi dolin przecinających powierzchnię Przedgórza, spadki wynoszą do 20 i więcej procent. Wysokości bezwzględne wynoszą od około 225 do 290 m. Rzeźba Przedgórza Brzeskiego ukształtowane jest w pofałdowanych utworach czwartorzędowych, najpodatniejszych na denudacje. Strefa południowa Pogórza Wiśnickiego nosi cechy typowe dla obszarów podgórskich. Charakteryzują je położone równoleżnikowo, spłaszczone grzbiety i garby rozdzielone gęstą siecią dolin, rzek i potoków. Doliny główne są dość szerokie i płaskodenne, boczne – wciosowe i nieckowate. Spadki są wyższe, wynoszą od 12-20%. Rzeźba wyższej części Pogórza uformowana jest we fliszu karpackim, mającej największą odporność. Na Pogórzu częstym zjawiskiem są ruchy masowe. Przejawiają się licznymi osuwiskami. Przeważnie są uwarunkowane lokalnymi warunkami hydrologicznymi. W mniejszym stopniu warunkuje je morfologia. W tej właśnie części znajduje się Bocheniec (394 m) – najwyższe wzniesienie w okolicy z rozległą panoramą, miejsce gdzie przed wiekami znajdował się gród obronny (VIII w.) o czym świadczą potrójne wały, a obecnie znajduje się XVII-wieczny kościół. Innymi wzniesieniami są: Paluch (215 m), Żabia Góra (242 m) i Ostra Góra (241 m). Odrębną jednostkę morfologiczną stanowi dolina rzeki Uszwicy. W obszarze Pogórza jej szerokość waha się w granicach 150–500 m. Po zmianie kierunku, kiedy rzeka płynie wzdłuż progu Pogórza i dalej w Kotlinie Sandomierskiej, szerokość doliny zwiększa się do 1000–1500 m. Jest to dolina płaska. W jej dnie wykształciły się dwie terasy: zalewowa w strefie przykorytowej rzeki i nadzalewowa o wysokości 5–8 m ponad poziom wody. Uszwicę charakteryzuje intensywna działalność erozyjna – wgłębna i boczna, czego skutkiem jest znaczna głębokość koryta i liczne meandry. Dolina Uszwicy ma łagodną rzeźbę i należy do Kotliny Sandomierskiej. Próg przedgórski oddzielający Kotlinę od Przedgórza jest dość stromy (6-10 stopni) i wysoki (30–40 m). Czoło progu przedgórskiego rozcinają poprzeczne doliny oraz osuwiska i złaziska, zwłaszcza przy krawędziach. Prawobrzeżne dopływy Uszwicy wcinają się nawet do 50 m. Większość z nich to niecki lub parowy o dnach gliniastych. Potoki spływający są wciosami. Grzbiety Przedgórza są wąskie, w kształcie ostróg i wznoszą się na 50–70 m ponad dolinę Uszwicy.
Próg pogórski wyższy (do 100 m) i bardziej stromy (10-15 stopni). Aktywne są procesy osuwiskowo-złaziskowe. Przecinają go Uszwica i Grodna. Deniwelacje terenu dochodzą do 150 m. Największe stromości do (20 stopni) znajdują się w górnych częściach dolin. Sieć większych dolin dopasowała się do podłużnych wychodni mniej odpornego podłoża. Boczne dopływy Uszwicy są równoległe do grzbietów i mają strome zbocza, lecz niewielkie spadki podłużne. Są nieckowate o dnach usłanych aluwiami.
Dna dolin wypełnione są namułami gliniastymi o niewielkiej rozpuszczalności.

## Nazwa
Nazwa „Jadowniki” nie została ostatecznie wyjaśniona. Jedni uważają, że wywodzi się ona od obowiązku mieszkańców wsi książęcej, potem królewskiej, produkowania zatrutych jadem strzał. Ludzie tacy nazywani byli Jadownikami. Inni zaś przypisują tę nazwę z jadowitym wężom znajdującym się w lasach wokół Bocheńca, a jeszcze inni sądzą, że osada zawdzięcza swą nazwę rycerzowi – rabusiowi Jadownikowi i zbójcom napadającym na karawany kupieckie zmierzające na Węgry i przez nie przezwana „gniazdem jadowitych”. Pierwsze nazwy wsi znajdują się już w starych dokumentach łacińskich z XII w., gdzie widnieją jako: Jadowniky, Jadłownik, ale już w 1331 de Jadownicz, a w 1357 – Jadowniky.

## Herb
Powstał on gdy Jadowniki zostały starostwem niegrodowym i były miejscem sądów starościńskich i wiejskich. Przedstawia na czerwonym tle rycerza w zbroi, ze spiczastym hełmem na głowie, trzymającego w prawej ręce miecz, a w lewej wagę. Symbolizuje on prawo sądzenia i karania. Wokół niego znajduje się napis w języku łacińskim: SIGILLUM VILLAE SUAE REGIAE MAIESTATIS JADOWNIKI co znaczy „Pieczęć Wsi Jego Królewskiej Mości Jadowniki”. Najstarsza pieczęć jaka się zachowała pochodzi sprzed 1772 i została odciśnięta na dokumencie z 1850.

## Części wsi
| SIMC    | Nazwa                | Rodzaj    |
| ------- | -------------------- | --------- |
| 1047765 | Bocheniec            | część wsi |
| 1047771 | Gawroniec            | część wsi |
| 1047802 | Kąt                  | część wsi |
| 1047825 | Łączyska             | część wsi |
| 1047831 | Łężcz                | część wsi |
| 1047860 | Na Dole              | część wsi |
| 1047877 | Na Górze             | część wsi |
| 1047883 | Na Pańskiem          | część wsi |
| 1047890 | Piaski               | część wsi |
| 1047914 | Podkościele          | część wsi |
| 1047937 | Za Bocheńcem         | część wsi |
| 1047950 | Zagumienie           | część wsi |
| 1047972 | Zagumienie Wschodnie | część wsi |
| 1047943 | Za Ławą              | część wsi |
| 1047989 | Zamłynie             | część wsi |

Oprócz wyżej wymienionych wyróżnia się także takie części miejscowości jak np.: Brzezowiec, Nowa Wieś, Rędziny, Oblas, Plebańskie, Ścieżki, Łęchć, Stawiska czy Dziekanów.

## Historia
Wieś królewska tenuty jadownickiej, położona była w drugiej połowie XVI wieku w powiecie sądeckim województwa krakowskiego.

## Właściciele i dzierżawcy Jadownik
Informacje o nich znajdują się m.in. w zachowanych księgach sądu ławniczego wymienione są nazwiska dzierżawców oraz lata, w których brali udział w rozprawach oraz innych źródłach. Byli wśród nich:
- Jakub Kobylański – kasztelan gnieźnieński;
- Jan Kobylański – stolnik krakowski, odziedziczył dzierżawę po bracie – Jakubie w 1454, zapisał cały swój majątek w 1456 Janowi Długoszowi[14];
- Piotr z Oporowa – wojewoda łęczycki, odstąpiono mu Jadowniki w 1454;
- Jakub Dembiński (Dębiński) (1487) – kanclerz wielki koronny, wszedł w posiadanie dzięki ożenkowi z Agnieszką Bnińską, wdową po Jakubie Kobylańskim;
- Hieronim, Jan i Jakub Kobylańscy (1489, 1493) – Kazimierz Jagiellończyk zapisał im łącznie 600 grz. na Jadownikach, a ci ustępują mu wójtostwo w m. Stężyca i Zwoleń [pow. rad.] oraz sołectwa we wsiach Ryki i Życzyn [pow. stęż] (MS 1, 1143-4); tenże król zapisuje tymże 3 synom stolnika krak. Jana Kobyleńskiego w zamian za 2 taraśnice (bombardas) 120 grz. i za 4 konie 100 fl. węg. na wsi Jadowniki (MS 1, 1152); w 1504 Elżbieta ż. Wiktoryna z Sienna ustępuje na rzecz swych br. Jana i Jakuba z Kobylan z wszystkich zapisów na jej macierzyźnie, m.in. na J. (ZCz. 7 s. 226); po podziale majątku wieś otrzymał Jakub;
- Agnieszka Bnińska (1493, 1506) – mąż Jakub Dembiński zapisał jej 3200 florenów węgierskich wiana i posagu na Jadownikach i Maszkienicach (MS 1, 1893); w 1493 ustąpiła te dobra swemu synowi Jakubowi za sumę, za jaką je miała zapisane (ZCz. 5 s. 321-322);
- Jakub Kobylański (1519, 1527, 1528, 1529) – syn Jana Kobylańskiego (stolnika krakowskiego);
- Anna Kobylańska (1530) – żona Jakuba Kobylańskiego, który zapisuje jej w 1528 r. 3000 florenów wiana i posagu na Jadownikach;
- Andrzej Barza z Błożewa (1573) – podkomorzy przemyski, uzyskał wieś w wyniku poślubienia Anny Kobylańskiej;
- Erazm Barza (1577) – kasztelan przemyski;
- Marcin Dobreszowski (Dobryszowski) (1577, 1579, 1585, 1587) – burgrabia krakowski;
- Mikołaj Borzynowski (1601) – kasztelanic oświęcimski;
- Marcin Derszław Zborowski (1607, 1609);
- Marcin Laskowski (1610, 1613, 1614, 1615, 1621, 1626, 1627) – instygator koronny;
- Jan Zebrzydowski (1636, 1639) – miecznik wielki koronny;
- Wiktorzyn Iaskowski (1649, 1651, 1652);
- Władysław Lubowiecki (1654) – sędzia ziemski krakowski;
- Anna Lubowiecka (1653);
- Adam Józef Lubowiecki (1650, 1671, 1683, 1687, 1689, 1690, 1698) – starosta oświęcimski, objął Jadowniki po śmierci ojca, Władysława w 1671;
- Bogusław Łubieński (1728) – kasztelan sandomierski;
- Kazimierz Łubieński (1728) – starosta jadownicki od 1736, gdy odstąpił mu je ojciec, Bogusław;
- Jadwiga Łubieńska (1765) – jej prawa stwierdza lustracja dóbr królewskich z 1765;
- Aleksander Łętowski (1769, 1770) – marszałek sejmiku krakowskiego, wykupił starostwo w 1769 od Łubieńskich;
- Michał Kossakowski (1787) – wojewoda witebski,otrzymał Jadowniki jako częściowy ekwiwalent za dobra zajęte przez państwo;
- Wit Żeleński (1842, 1848);
- Jan Skirliński;
- Józef Sulimirski;
- Antoni Marfiewicz (1877) – krakowski bankier i przemysłowiec;
- W. Zieliński (1895, 1905), który rozsprzedał majątek w 1905.

## Klimat
Jadowniki położone są w strefie klimatu umiarkowanego, przejściowego zwanego również klimatem polskim, w obrębie dwóch dzielnic rolniczo-klimatycznych: XVI – Tarnowskiej (Kotlina Sandomierska), XIX – Podkarpackiej (Pogórze). Charakteryzują go ciągłe zmiany pogody. Obok lat wilgotnych istnieją lata suche, co jest spowodowane zderzania się wilgotnych mas powietrza nadatlantyckiego z suchymi z głębi kontynentu. Średnia roczna temperatura wynosi ok. 7,5–8 °C. Roczna średnia suma opadów wynosi ok. 700–750 mm, a liczba dni pogodnych ok. 40. Przez większą część roku obszar gminy pozostaje pod wpływem powietrza polarno-morskiego charakteryzuje się wilgotnością (masy te zalegają ok. 60% dni w ciągu roku)i podzwrotnikowo-morskiego (wiatry zachodnie i południowo-zachodnie) o średniej rocznej prędkości 2,5–3,4 m/s. Dni bezwietrznych jest ok. 20%. Powietrze polarno-kontynentalne odznaczające się małą wilgotnością występuje przez 33% dni w roku. Powietrze zwrotnikowe i arktyczne zalega przez pozostałe 7% dni w roku, skutkując ekstremalnymi temperaturami. Na zimę przypada ok. 24% dni wietrznych, wiosnę ok. 26%, lato ok. 27%, a jesień ok. 23%. Jednak największą ilość opadów przynoszą wiatry wiejące z kierunku północno-zachodniego. Największe średnie opady występują w czerwcu i lipcu. Najmniejsze od grudnia do lutego. Śnieg stanowi 15% opadów na Pogórzu i 10% w Kotlinie. Pierwsze opady śniegu pojawiają się w połowie listopada i zalegają średnio 2 miesiące, a na Bocheńcu ponad 3. Największa miąższość pokrywy śnieżnej osiąga 50 cm na przełomie stycznia i lutego. Liczba dni z opadem waha się od 140 do 180 w zależności od wysokości. Przeważają wiatry zachodnie. Siła wiatrów jest zróżnicowana w zależności od pory roku. Najsilniejsze pojawiają się na przełomie jesieni i zimy oraz zimy i wiosny. Zachmurzenie jest duże – ok. 165 dni w roku. Liczba dni pogodnych jest większa latem w Kotlinie, a zimą na Pogórzu. Długość okresu wegetacyjnego na terenie Kotliny Sandomierskiej wynosi 210–220 dni, a na Pogórzu Karpackim 200–210 dni. Zima termiczna dobiega końca pomiędzy 1 a 15 marca. Przedwiośnie pojawia się na Pogórzu po ok. 5 dniach. Zaniknięcie pokrywy śniegowej następuje po około 10 dniach od przekroczenia 0 °C. Przeciętnie po 8 dniach od ustąpienia pokrywy śnieżnej dochodzi do rozmarznięcia gruntu. Początek robót polowych przypada na przełom marca i kwietnia. Różnice temperatur pomiędzy Kotliną a Pogórzem wynoszą od 0,5 do 1,5 stopnia. Temperatury ujemne występują przez około 120–150 dni w roku, a czas zalegania pokrywy śnieżnej jest nie dłuższy niż 65–90 dni. Przymrozki mogą występować od końca września do połowy maja. Okres bezprzymrozkowy na progu Pogórza wynosi ok. 175 dni malejąc do 160 na Bocheńcu. Dni mroźne (poniżej -10 °C) pojawiają się od listopada do marca, z nasileniem w styczniu i lutym. W obrębie Kotliny Sandomierskiej niekorzystny klimat lokalny panujący w obrębie terenów najniżej położonych, potęgowany jest przez dużą wilgotność względną powietrza z uwagi na płytko występujące zwierciadło wody gruntowej.

## Budowa geologiczna
Skalnym podłożem są tu utwory trzech jednostek geologicznych. Południową część zajmują Karpaty Zewnętrzne, a północną zapadlisko przedkarpackie. Podłożem ich jest południowy koniec platformy wschodnioeuropejskiej. Będące utworami platformy wapienie dewońskie i dolnokarbońskie są twarde, z mozaiką płyt kalcytowych i skupieniami alabastru. Miąższość ich dochodzi do 110 m. Przykrywają je w Jadownikach ciemne iłowce z piaskowcami. Zalegają na nich utwory górnego permu i triasu, ukształtowane w części niższej jako zlepieńce i piaskowce, a w wyższej jako czerwone piaskowce mułowcowate. Ich miąższość wynosi 638 m. Nad nimi znajdują się środkowojurajskie piaskowce, dolomityczne mułowce i wapienie. Ku górze przechodzą w margle miejscami skrzemionkowane o miąższości 101 m, gdyż zostały one silnie zerodowane w starszym trzeciorzędzie. Zapadlisko jest wypełnione osadami nagromadzonymi w miocenie, w płytkim basenie morskimi na przedpolu Karpat. Osady te pochodzą głównie z wypiętrzających i fałdujących się Karpat oraz obrzeży morskich. Znaczny udział mają także osady chemiczne (ewaporaty). W ogólnie ilasto-mułowcowym profilu warstw grabowieckich przybywa znacząco ku górze materiału gruboziarnistego. W słabo spoistych piaskach często występują szczątki fauny i toczeńce ilaste, a w utworach ilastych – wkładki tufitów i ilastych piaskowców. Na Bocheńcu piaszczyste utwory tych warstw zalegają płatami wprost na fliszu karpackim. Osadziły się one na fliszu, a potem zostały potem przemieszczone tektonicznie.
Fragment Karpat Zewnętrznych zbudowany jest ze skał fliszowych powstałych w głębokim zbiorniku morskim, a konkretnie – w 3 większych. Seria skolska odsłania się w wąskim pasie do 0,6 km wzdłuż czoła progu karpackiego na wschód od doliny Uszwicy. Najstarsze są ciemne łupki ilaste z nielicznymi wkładkami drobnoziarnistymi piaskowców i syderytów. Ku górze przechodzą w jaśniejsze łupki margliste coraz silniej skrzemionkowane o kostkowej oddzielności. W nich są obecnie wycięte dolne części stoków Bocheńca. Płaszczowiny są ciasno spiętrzone i budują brzeg Karpat. Miąższość fliszu wynosi 845 m. Uskok ciągnący się na linii Uszwicy powoduje rozczłonkowanie czoła płaszczyzny na bloki i nierówno pchnięte ku północy oraz stosunkowo podniesione (blok Bocheńca) lub obniżone (dolina Uszwicy). Na garbach w północnej części miejscowości, pokrytych niewielką ilością osadów, dominują drobniejsze piaski z dużym udziałem glin oraz gliny ilaste lub piaszczyste. Ich miąższość jest lokalnie bardzo zróżnicowana (1–7 m).
Osady rzeczne wypełniają dna dolin lub zalegają schodowo jako pokrywy teras Uszwicy z okresu ostatniego glacjału i holocenu. Są to piaski i żwiry, często z nadbudową mułów i piaszczystych glin. Miąższość waha się od 0,5 do 10 m. Pokrywy starsze są piaszczysto-żwirowe, w części podgórskiej pokryte pyłami i glinami piaszczystymi zniesionymi ze zboczy. W pokrywach młodszych przeważają piaski, muły i iły, żwiry zalegają w ich spągowych warstwach. Budowa ich jest bardziej warstwowa niż w pokrywach starszych. U koryta Uszwicy zalega różnoziarnisty i pochodzący z pokryw starszych oraz ze zboczy materiał. Drobnoziarniste osady rzeczne występują również w stożkach napływowych oraz na szerokich równinach teras Grodnej. Próg Pogórza pokrywają deflacyjne lessy i gliny lessowate oraz miejscowa zwietrzelina. Najgrubsza pokrywa (1,5–4 m) jest w dolnych częściach progu, bliżej jego krawędzi zanika lub zostaje zastąpiona przez gliny lessopodobne. Najstromsze stoki pokrywają gliny zwietrzelinowe, ilaste lub piaszczyste często z rumoszem skalnym. U podnóży stoków miąższość zwietrzelin przekracza 3 m, a na wierzchowinach tylko 1 m.
Na terenach podmokłych blisko linii kolejowej występują słabo rozłożone, mające niewielką miąższość i dużą domieszkę piasku torfy. Na Żabiej Górze znajduje się wyrobisko żwirów i piasków.

## Gleby
Powstały one na lessach, glinach lessowatych, morenowych, żwirach, piaskach oraz mułkach rzecznych. Poślednią rolę odegrały piaski eoliczne i torfy. Skałą macierzystą gleb części podgórskiej są utwory lessopodobne oraz zwietrzelina fliszu. Gleby w większości gliniasto-piaszczyste umiarkowanie nadające się do uprawy, z których ok. 40% należy do klasy bonitacyjnej III, a kolejne 40% to gleby klasy IV i V. Przeważającym typem gleb są gleby brunatne powstałe na podłożu lessowym, utworów lessowatych, piasków gliniastych, glin piaszczystych lub glin pylastych, przeważnie na stromszych stokach jako gleby brunatne właściwe, wyługowane i kwaśne. Posiadają znaczną zawartość próchnicy w poziomie orno-próchniczym oraz dużą zwięzłość w poziomie brunatnienia na głębokości 47–60 cm. Miąższość poziomu próchniczego wynosi 15–20 cm. Wartość użytkowa tych gleb jest zróżnicowana i uzależniona od miąższości poziomu orno-próchniczego, zasobności w składniki pokarmowe oraz wilgotności. W poziomie brunatnienia i skały macierzystej pojawiają się oglejenia zaciekowe. Gleby brunatne właściwe o składzie mechanicznym gliny średniej i gliny ciężkiej powstały z łupków, iłłołupków wapnistych i zwietrzelin. Charakterystyczny jest dla nich odczyn obojętny lub zasadowy. Ten typ dominuje na stokach Garbu Okocimskiego o nachyleniu od 10 do 15 st. Na podłożu lessowym lub utworach pylastych na stokach o nachyleniu 6-10 st powstały gleby brunatne wyługowane. Ich zasobność w elementy pokarmowe odczynu i przydatność rolnicza jest podobna do bielicowych. Na terasach Uszwicy w Jadownikach występują lekko kwaśne, brunatne mady, wytworzone z glin i mułów (mady) przeważnie średnio głębokie i oglejone. Podlegają one często okresowym zalewom. Zaliczane są do mad brunatnych oraz w początkowym etapie rozwoju. Zbudowane warstwowo, odpowiednio do wylewów rzeki. Są to gleby o właściwej strukturze, dobrych warunkach powietrzno-wodnych i dużej zawartości próchnicy. Wykazują one dużą odporność na zanieczyszczenie chemiczne. Bliżej koryta, na terasie nadzalewowej, zalegają aluwia o średniej wielkości uziarnienia (mady średnie). Mają one tendencje do wysychania (poziom wód gruntowych ulega dużym wahaniom), powodując głębokie pęknięcia i szczeliny. Źle uprawiane tworzą trudne do rozbicia bryły. Gleby te łatwo ulegają erozji. Na terasie zalewowej powstały mady początkowego stadium rozwoju o słabo kwaśnym albo obojętnym odczynie. Na terasie nadzalewowej rozwinęły się mady średnie. W dalszej odległości od koryta wytworzyły się mady z glin i pyłów o sprzyjających warunkach powietrzno-wodnych. W Jadownikach występują mady brunatne lekko kwaśne nie podlegające zalewom o dobrej strukturze i dużej miąższości poziomu próchnicy. Można tu uprawiać takie rośliny jak: pszenica, rzepak, buraki cukrowe, żyto i ziemniaki. Geneza gleb na obszarze wsi związana jest z lądolodem skandynawskim.

## Wody
Miejscowość należy do dorzecza górnej Wisły. Gęstość sieci rzecznej wynosi około 1,6 km/km². Cały jej teren odwadniany jest przez Uszwicę i jej dopływy: Grodną, Jastwiankę oraz mniejsze potoki. Karpackie dopływy Wisły charakteryzują się dużą zmiennością stanów o spowodowane jest nieregularnością opadów, małym zalesieniem zlewni, niewielką przepuszczalnością podłoża i przepływów wody oraz dużymi spadkami den koryt. Najwyższe stany wody występują w kwietniu i związane są z wiosennymi roztopami. Rzeki te płynąc przez północną część regionu całkowicie zmieniają swój charakter, płyną wolno tworząc liczne zakola i meandry. Teren pogórza charakteryzuje się małą zdolnością zatrzymywania i magazynowania wody przez skalne, fliszowe podłoże. Poziomy wodonośne tworzą się w trzeciorzędowych utworach fliszowych oraz żwirowo-piaskowych osadach rzecznych. Głębokość zalegania wód podziemnych na zboczach i grzbietach waha się od 0,5 do 6 m. Miąższość wodonośnej warstwy, pomijając dolinę Uszwicy, dochodzi do 1,5 m. Warstwą zawodnioną są głównie piaski, żwiry oraz rumosz skalny. Na Bocheńcu głębokość zalegania lustra wody nie przekracza 1,5 m. Warstwa wodonośna tworzona jest tutaj przez piaskowce. Upad tych warstw dochodzi do 90°, a popękania pojawiające się w nich powodują przemieszczanie się cieków w różnych kierunkach, dające początek licznym źródłom o niewielkiej wydajności. Część południowa ma słabo rozwinięty poziom wodonośny, który może zaspokajać potrzeby indywidualnych gospodarstw. Gęstość źródeł wynosi 3/km². Są one zwietrzelinowymi i zwietrzelinowo-skalnymi o małej wydajności do 0,3 l/min i temperaturze wody 9–11 °C. Wody te charakteryzują się niskim stopniem mineralizacji, zróżnicowaną twardością i odczynem. Często są to wody ze znaczną zawartością związków żelaza oraz wody mineralne o niewielkich wydajnościach i stężeniach. Na terenie Pogórza występują dość liczne źródła, o niewielkiej wydajności. Znaczna ich część funkcjonuje jedynie okresowo. W bocznych dolinach dopływów Uszwicy zwierciadło wód podziemnych znajduje się na głębokości ok. 2–3 m. Wydajność studzien z reguły nie przekracza 3m³/h. Wytwory miocenu są bezwodne. Wody pojawiające się w piaskach mają charakter solanek, dlatego nie można ich wykorzystywać do celów gospodarczych. Warstwę wodonośną tworzą aluwia teras Uszwicy, stożki napływowe potoków, koluwia osuwiskowe oraz zwietrzelina. Początek zjawisk lodowych na obszarze Jadownik przypada najwcześniej na pierwsza dekadę listopada, a pokrywa lodowa pojawia się w pierwszej dekadzie grudnia. Stany wody na Uszwicy są kształtowane pod pływem opadów i roztopów. Średnie najniższe stany wody przypadają na wrzesień lub październik, w grudniu następuje lekki wzrost pod pływem opadów jesiennych.

## Fauna i flora
Stosunkowo niewielki jest udział naturalnych zbiorowisk roślinnych. Północna część należy do krainy geobotanicznej Kotliny Sandomierskiej, Przedgórze Brzeskie do podokręgu Pogórza lessowego, a Pogórze Wiśnickie do podokręgu Pogórza Fliszowego. Podokręgi te stanowią część krainy Pogórza Karpat Zachodnich. Lasy występują na obszarach niekorzystnych dla rolnictwa, na stromszych stokach, ubogich piaszczystych glebach oraz terach zalewowych. Należą do nich łęgi, grądy, lasy mieszane i jodłowe. Wzdłuż Uszwicy i potoków rosną łęgi olszowo-jesionowe, wierzbowo-topolowe oraz zarośla wiklinowe. Lasy olszowo-jesionowe pojawiają się na terenach wilgotnych, podmokłych, często ze stojącą wodą, na glebach mułowo-glejowych, podtapianych. Niewielkie obszary pozostały z rozległych naduszwickich lasów łęgowych. Lasy grądowe rozwinęły się na terasach nadzalewowych, południowych stokach, glebach gliniastych i madach. Na drzewostan składają się: dęby, graby, lipy, a gdzieniegdzie też buki i jodły. W południowej, podgórskiej części występują lasy mieszane, dębowo-sosnowe oraz bukowe. Tworzą je dęby i sosny, a miejscami brzoza i osika. W podszyciu dominuje: malina, jeżyna, borówka i paproć. Olsza szara, wierzba i topola występują w dolinach rzek. Lasy bukowe rosną grzbietowych spłaszczeniach i stokach północnych. Dominuje tutaj buk, a sporadycznie również jodła. W związku z osuszaniem terenów wyginęło wiele roślin błotno-wodnych, leśnych i torfowych. Łąki bagienne występują w dnach dolin o słabym przepływie wód i niewielkich spadkach. Roślinność jest tu mało urozmaicona, gdyż możemy spotkać różne gatunki turzyc, wełniankę, a z traw najczęściej trzęślice modrą. Na zalewanych przez Uszwicę łąkach rosną takie trawy jak rajgras i mietlica biała. Na suchych łąkach występują rośliny motylkowe, mietlica pospolita, koniczyna łąkowa i chaber łąkowy. Nadzór nad lasami sprawuje Nadleśnictwo Brzesko. Natomiast czarny bez, leszczyna, tarnina to często występujące gatunki krzewów. Na nasłonecznionych stokach i odsłoniętym szczycie Góry Bocheniec rosną najcenniejsze spośród zbiorowisk nieleśnych – murawy ksenotermiczne z klasy Festuco-Brometea. Są jednymi z najbogatszych florystycznie zbiorowisk na tym obszarze. Wśród zwierząt dziko żyjących najczęściej spotykane są: dziki, sarny, borsuki, wiewiórki, krety, łasice, tchórze, lisy, kuny leśne, zające szaraki i jeże. Gromada płazów najliczniej reprezentowana jest przez żabę trawną, żabę wodną oraz traszkę zwyczajną, wśród gadów najczęściej widziane są: żmija zygzakowata, zaskroniec i padalec zwyczajny, a z ptactwa: gołębie, czyże, gile, wróblowate (np. pliszka) bażanty, kuropatwy, sowy, jaskółki i bociany. Prócz tego na terenie wsi występuje wiele gatunków owadów, mięczaków i pajęczaków. Przy kościele parafialnym znajduje się pomnik przyrody w postaci buka zwyczajnego.

## Organizacje i stowarzyszenia
- Folklorystyczny Zespół Pieśni i Tańca Jadowniczanie. Założony 5 lipca 1981 z inicjatywy Zofii Wawryniuk, byłej nauczycielki miejscowej szkoły podstawowej wraz ze swoją uczennicą Celiną Przybyło. W dwa tygodnie później zespół zaprezentował swój krótki program na miejscowym stadionie. Kierownikiem zespołu był Adam Okas, a choreografem Celina Olchawa. W latach 1985–1987 zespół uczestniczył w Międzynarodowych Spotkaniach z Folklorem organizowanych przez Miejsko Gminny Ośrodek Kultury w Brzesku. W 1990 występowali w Związku Radzieckim, w 1991 w Niemczech w Nortorf i we Francji w Mirande-Saint-Goden. Zespół prezentuje folklor regionów: Nowego Sącza, Rzeszowa, Krakowa oraz tańce narodowe: poloneza, kujawiaka, oberka[20];
- Polskie Stronnictwo Ludowe (posiada Sztandar Organizacyjny z 1937);
- Towarzystwo Miłośników Ziemi Jadownickiej (zał. 1990). Celem jest badanie, ocalanie od zapomnienia i popularyzowanie dorobku gospodarczego, naukowego i kulturalnego Ziemi Jadownickiej. Towarzystwo posiada własny sztandar. Jest inicjatorem wmurowania tablicy informacyjnej o Jadownikach i herbu na Domu Ludowym, tablicy w kościele św. Prokopa poświęconej pamięci kapłanów – rodaków z Jadownik, którzy w latach 1939–1945 poświęcili swoje Życie Ojczyźnie[7];
- Parafialne Stowarzyszenie Kulturalno-Sportowe (zał. 1995);
- Caritas Parafialna (zał. 1995);
- Akcja Katolicka (zał. 1998);
- Kółko Rolnicze (zał. 1885);
- Ochotnicza Straż Pożarna (zał. 1887). Powstała w wyniku działań Rady Gminy Jadowniki, która zakupiła sikawkę i zorganizowała z ochotników Straż Pożarną. Pierwsza remiza została wybudowana w latach 1905–1909, a pierwszy sztandar jednostka otrzymała w 1908. W okresie przed I wojną światową była jedynym organizatorem życia sportowego we wsi. Organizowała zabawy, loterie fantowe, festyny, zawody strażackie oraz zawody w siatkówkę. Obecnie posiada lekki samochód gaśniczy Ford Transit, średni samochód ratowniczo-gaśniczy marki Mercedes oraz Jelcza;
- Ludowy Klub Sportowy Jadowniczanka (zał. 1946).

## Edukacja
- Publiczne Przedszkole nr 1, od 1982 przy ul. św. Prokopa 10 (oraz filia Przedszkola od 1974 przy ul. Wschodniej 92). Publiczne Przedszkole Nr 1 w Jadownikach powstało w wyniku połączenia w 2000 Przedszkola nr 1 z Przedszkolem nr 2 w Jadownikach[21];
- Publiczna Szkoła Podstawowa nr 1 im. Stanisława Staszica, ul. św. Prokopa 4. Szkoła Podstawowa nr 1 powstała prawdopodobnie w XVI w. Wówczas czytania i pisania uczyli proboszczowie i organiści oraz rzadziej sprowadzani i opłacani przez parafian nauczyciele. W 2 poł. XIX w. wprowadzono powszechny obowiązek szkolny dla dzieci. Wówczas przekształcono szkołę z dwuklasowej na czteroklasową i podjęto decyzje o jej rozbudowie. Nowo wybudowana szkoła mieściła się na terenie obecnej Remizy Strażackiej i Domu Ludowego, aż do 1935. W 1932 wzniesiono obecny budynek szkolny, którym w 1935 oddano do użytku 6 sal lekcyjnych na parterze oraz kontynuowano prace na pierwszym piętrze. Podczas II wojny światowej budynek szkolny był zajęty przez wojska niemieckie, a nauka odbywała się w starej szkole lub po stodołach. Po wojnie oddano do użytku także piętro. Często wynajmowano sale w domach prywatnych i w pomieszczeniach nowo powstałego Domu Ludowego (1966). Dobudowano także budynek do lekcji techniki. Uczono się na III zmiany, szczególnie w pierwszych latach po wprowadzeniu nauki ośmioklasowej. W roku szkolnym 1971/72 nadano placówce imię Stanisława Staszica oraz uroczyście otwarto sale gimnastyczną. W następnych latach otrzymała bieżącą wodę i centralne ogrzewanie. Obecnie w budynku szkolnym jest 10 sal lekcyjnych, sala gimnastyczna, biblioteka, świetlica, kuchnia, a w oddzielnym budynku pracownia techniczna[7];
- Publiczna Szkoła Podstawowa nr 2 im. Kardynała Stefana Wyszyńskiego, ul. Szkolna 5. Budowę szkoły rozpoczęto w 1965 i trwała ona trzy lata. Początkowo miała być filią „starej” szkoły i miała się znajdować zaraz obok Szkoły Podstawowej nr 1, lecz mieszkańcy „Dołu”, którzy mieli daleko do niej przegłosowali, że szkoła ma znajdować się na północy Jadownik. Powstała szkoła była ośmioklasowa. Otwarcie jej nastąpiło 1 września 1968. Od początku istnienia, aż do początku lat 90. XX w. szkoła nosiła imię gen. Karola „Waltera” Świerczewskiego. W latach 1999–2001 wydzielono nową świetlicę i przeprowadzono remont innych pomieszczeń. W szkole organizowane jest nadobowiązkowe kółko polonistyczne i chór. W szkole działa Samorząd Uczniowski, Związek Harcerstwa Polskiego, Polski Czerwony Krzyż i Liga Ochrony Przyrody[7];
- Publiczne Gimnazjum im. Jana Pawła II, ul. Szkolna 7. Otwarcie nastąpiło 14 października 2001, jednak historia tej szkoły rozpoczęła się rok wcześniej. Właśnie wtedy poświęcony został kamień węgielny wbudowany w jedną ze ścian budynku oraz odbyło się uroczyste ślubowanie klas pierwszych. Do Publicznego Gimnazjum w Jadownikach uczęszcza 350 uczniów w 14 oddziałach klas I, II i III. Uczniowie pochodzą z Jadownik, Szczepanowa, Sterkowca, Maszkienic, Mokrzyski, Wokowic, Brzeska, Poręby Spytkowskiej i Łęk. W budynku znajduje się 14 sal lekcyjnych, biblioteka z czytelnią, świetlica i stołówka, szatnie z szafkami oraz sieć korytarzy i dużych holi, a także hala gimnastyczna. Placówka ta przystosowana jest dla osób niepełnosprawnych: posiada podjazd, urządzenie do wyciągania na piętro wózków inwalidzkich oraz toalety przystosowane dla osób ze zmniejszoną sprawnością ruchową. W szkole tej działa samorząd, uczniowie redagują też gazetkę pt. „Gimzeta”, działa też harcerstwo, Szkolny Klub Krajoznawczo-Turystyczny, PCK, LOP i koła zainteresowań: polonistyczne, językowe, matematyczne, informatyczne, plastyczno-techniczne i muzyczne. Funkcjonuje Klub Dobrej Książki, filmu i teatru[7].

## Zabytki
Obiekty wpisane do rejestru zabytków nieruchomych województwa małopolskiego.
- Kościół parafialny pw. Prokopa Opata, A-255 z 30.12.1960, A-253 z 10.06.1985
- stanowisko nr 63, A-357 z 1993
- stanowisko nr 66, A-358 z 1993
- Bocheniec, kościół filialny pw. św. Anny, A-254 z 25.03.1971

## Kościoły

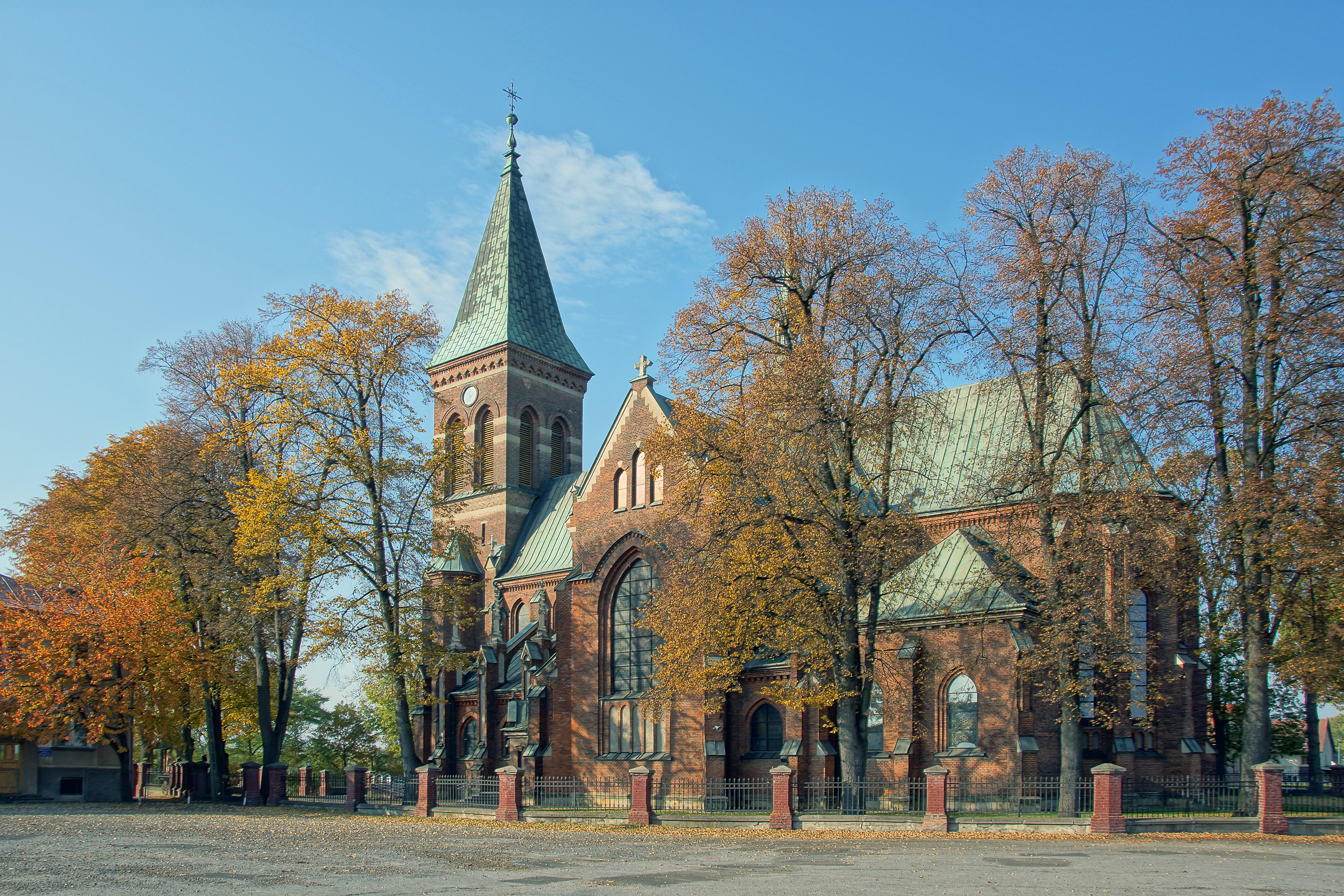
Kościół św. Prokopa Opata w Jadownikach

- Kościół pw. św. Prokopa Opata, ul. św. Prokopa 53. Został wpisany do rejestru zabytków województwa małopolskiego[23] Jest trzecim z kolei na tym samym miejscu. Wcześniej świątynia była drewniana, niewielkich rozmiarów. Drugi kościół, wzniesiony w 1465 także był drewniany, o konstrukcji zrębowej. Po raz pierwszy kościół wzmiankowany był przez Jana Długosza ok. 1470. W XVII w. został powiększony o wieżę, a w XVIII w. dobudowano od południa kaplicę. Początkowo miał zamknięte, węższe trójboczne prezbiterium z przybudowaną od północy zakrystią i niemal kwadratową nawę. Drewniane stropy nakrywały jego wnętrze, a wejście zdobiły trzy ciesielskie portale, z których jeden opatrzono gotycką majuskułą inskrypcyjną z herbami fundatorów. Później kościół został powiększony o zwiększoną izbicą zachodnią wieżę, nakrytą dachem namiotowym oraz o kaplice nakrytą kopułą z latarnią, przystawioną do południowej ściany nawy. Dach nad nawą i prezbiterium dwuspadowy o wspólnej kalenicy, z połacią przedłużoną nad zakrystią oraz z wieżyczką na sygnaturkę. Nawa nakryta stropem z zaskrzynieniami. Okna nawy prostokątne, w prezbiterium zamknięte ostrołukowo. Portale od południa i do zakrystii schodkowe, o wykroju ostrołukowym. Na portalu południowym widniała data 1465 i inskrypcja częściowo odczytana „Jezus, Marya”. Te schodkowe portale były najstarszymi znanymi w Polsce przykładami takiego rozwiązania w budownictwie drewnianym. W tym kształcie przetrwał do 1910, w którym został rozbudowany. Był to jeden z najcenniejszych zabytków średniowiecznej architektury drewnianej na ziemiach polskich, który do momentu rozbiórki zachował pierwotną bryłę i bogaty detal architektoniczny. Wyposażenie wnętrza w większości przeniesione zostało do nowego kościoła. Składały się na nie m.in. krucyfiks późnogotycki z 1. poł. XVI w. umieszczony w tęczy oraz stalle gotyckie z 2. poł. XV w., trójsiedziskowe z fragmentami snycerki o motywach maswerkowych[24]. Obecny kościół zbudowany w latach 1908-1910 obiekt neogotycki, wzniesiony z cegły, o bogatym detalu architektonicznym. Konsekrowany w 1910 przez bpa tarnowskiego Leona Wałęgę. Trzynawowa świątynia typu bazylikowego, posiadająca nawę poprzeczną. Ma prezbiterium z przybudowaną zakrystią i kaplicą, oraz wyniosłą wieżę od zachodu. Wnętrz wszystkich naw nakrywają gwieździste sklepienia o kamiennych, profilowanych żebrach, tworzących misternie utkane siatki. Wszystkie otwory okienne są ostrołukowe, o bogatej dekoracji oraz monumentalny, zachodni portal obejmujący wejścia, przedzielono kamienną kolumną, nad którą unosi się figura Najświętszej Maryi Panny Niepokalanie Poczętej. Portal osłania szczyt zza którego wyłania się okrągłe okno. Neogotyckim formom architektonicznym jadownickiego kościoła odpowiadają neogotyckie elementy wyposażenia jego wnętrz. Ołtarz główny został wykonany w 1910. Ma formę typowego o bogatej oprawie architektonicznej. Są w nim płasko rzeźbione w drewnie postaci św. Prokopa i Serca Jezusowego, otoczone arkadami, maswerkami, pinaklami i innymi ozdobami. Są też ołtarze boczne i neogotycka chrzcielnica oraz ambona. Ze starego kościoła zachowały się zabytki: osiemnastowieczny obraz Ukrzyżowania, a także gotycki obraz Matki Boskiej z Dzieciątkiem i późnogotycki krucyfiks z pocz. XVI w. Chrzcielnica neogotycka, wykonana przez Lucjana Słotę według projektu Jana Dudka. Ambona neogotycka z 1913. Stalle trójsiedziskowe, z fragmentami snycerki gotyckiej o motywach maswerkowych z 2. poł. XV w. Organy 37-głosowe wykonane w 1958 przez firmę „Biernacki”. Cztery dzwony: 1. najstarszy z 1687 odlany przez Georga Hellera z Wrocławia; 2. Podwyższenie Krzyża Świętego z 1920; 3. wykonany w Odlewni dzwonów Felczyńskich w Przemyślu w 1952; 4. nieustalonego pochodzenia. Za projekt kościoła, architekt Jan Sas-Zubrzycki na konkursowej wystawie budownictwa sakralnego w 1912 otrzymał I nagrodę. Kościół wraz z wieżą wysoki jest na 57 m[7];

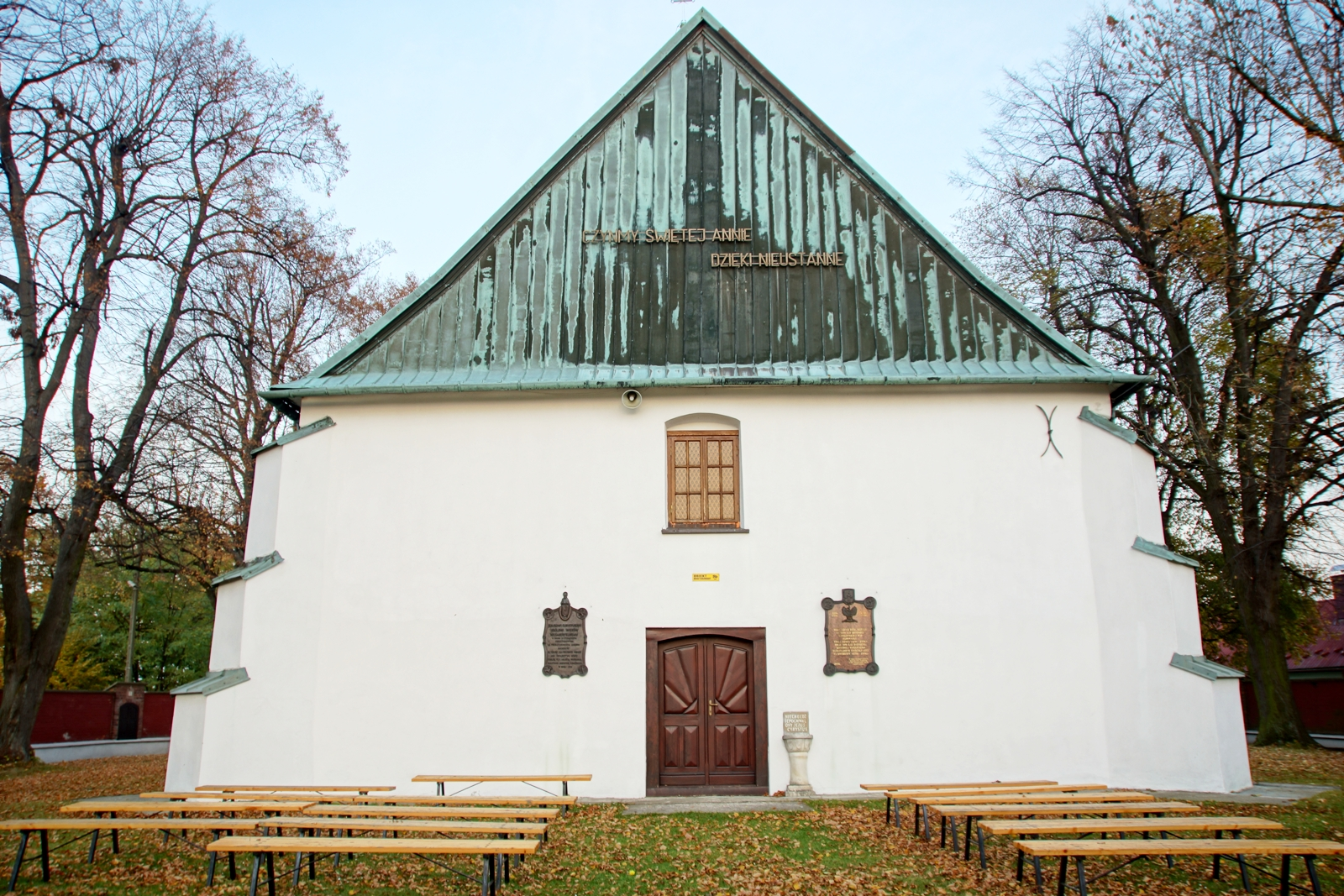
Kościół św. Anny na Bocheńcu

- Kościół pw. św. Anny na Bocheńcu, ul. św. Anny. Stoi na terenie dawnego podgrodzia, które osłaniał zewnętrzny wał obwodowy. Jest to obiekt bez wyraźnych cech stylowych, w całości murowany, o pokrytych tynkami ścianach, które w narożach podparto masywnymi uskokowymi skarpami. Posiada jednoprzestrzenną, kwadratową niemal nawę i nieco węższe, zamknięte trójboczne prezbiterium, do którego po stronie północnej przylega niewielka zakrystia. Wszystkie wnętrza nakrywają płaskie stropy ozdobione polichromią figuralną z II poł. XIX w. Nad całością wznoszą się dość wysokie dachy, siodłowe z barokową wieżyczką na sygnaturkę nad nawą. Zarówno tęcza jak i otwory okienne zamknięte zostały półkoliście. I gdyby nie te przesklepiające je łuki, kościół ten sprawiałby wrażenie budowli gotyckiej w prowincjonalnym wydaniu. Z mało urozmaiconą formą architektoniczną kościółka na Bocheńcu idzie w parze skromne wyposażenie wnętrza. Jego zasadniczym elementem jest główny ołtarz z drugiej połowy XVII wieku z obrazem przedstawiającym adorację Krzyża Świętego przez św. Annę Samotrzecią. Oprócz niego są tu jeszcze dwa ołtarze boczne, utrzymane w stylistyce barokowo-klasycystycznej z pierwszej połowy XIX wieku. W jednym z nich znajdują się wizerunki św. Wojciecha i św. Doroty z postacią duchownego fundatora z przeł. XVII i XVIII w. Obraz w drugim ołtarzu przedstawia św. Zofię z córkami. Ufundowany on został w 1741 przez Wojciecha i Zofię Petlawiczów. Wyposażenie wnętrza nawy dopełniają barokowo-klasycystyczna ambona i znajdujący się na chórze muzycznym prospekt organowy. Prawdopodobnie wzniesiony został przed 1594 jako fundacja G. Lubowieckiego, sędziego krakowskiego. Jednak ze sporządzonego pomiędzy 1636 a 1641 dokumentu wynika, że zanim powstał, w miejscu na którym stoi w 2. poł. XVI w. niejaki Florian Niedźwiedź wzniósł drewnianą kaplicę. Została gruntownie odnowiona w 1852, a następnie konsekrowana w 1854 przez bpa tarnowskiego Alojzego Pukalskiego. Stacje Męki Pańskiej z poł. XIX w. Dzwonnica rokokowo-klasycystyczna z XVIII/XIX w.[7]. Kościół został wpisany do rejestru zabytków województwa małopolskiego 25 marca 1971 r[23].

## Sport i kultura
- Ludowy Klub Sportowy Jadowniczanka Jadowniki (ul. Sportowa 65) został założony 8 września 1946 jako Jadownicki Klub Sportowy Jadowniczanka (sekcję piłkarską powołano 17 listopada 1946). W 1948 zmienił nazwę na Ludowy Zespół Sportowy Jadowniczanka, by ostatecznie przybrać obecną nazwę. Pierwszymi działaczami klubu byli: Władysław Hudy – przewodniczący, Józef Dadej – z-ca przewodniczącego, Stanisław Topolski – sekretarz, Stanisław Hudy – z-ca sekretarza. Największymi sukcesami Jadowniczanki są: gra w 1/16 Pucharu Polski z Widzewem Łódź w sezonie 1984/85 oraz gra w IV lidze. Jednym z najlepszych piłkarzy w historii Jadowniczanki jest Janusz Bodzioch, były zawodnik m.in.: Górnika Zabrze, a obecnie szef skautingu GKS Katowice[25]. Aktualnie LKS Jadowniczanka gra w klasie okręgowej[26] w grupie bocheńskiej (7. poziom rozgrywek, stan na sezon 2022/23);
- Międzyszkolny Uczniowski Klub Sportowy Aslan Jadowniki, ul. Szkolna;
- Szkolny Klub Sportowy „Orliki” Jadowniki;
- Filia Powiatowej i Miejskiej Biblioteki Publicznej w Brzesku (rok zał. 1956), ul. W. Witosa 5;
- Świetlica wiejska.

## Grodzisko Wiślan na Bocheńcu
Grodzisko Wiślan na Bocheńcu jest jednym z najwybitniejszych dzieł architektury osiedleńczo-obronnej okresu wczesnego średniowiecza w Małopolsce. Należał do największych w państwie Wiślan i panował nad sporą częścią Kotliny Sandomierskiej. Funkcjonował pomiędzy VIII a XI w. Osłaniały go dwa pierścienie wałów o przekładkowej konstrukcji drewniano-ziemnej, poprzedzonych fosami. Każdy z nich wznosił się na wysokość ok. 10 m oraz był poprzedzony szeroką na ok. 20 m suchą fosą. Wielkość wałów uległa pozornemu zmniejszeniu przez zasypanie lub zamycie przywałowych fos. Wały grodu miały ok. 1400 m długości, a ich kubatura ostrożnie liczona przekracza 50 000 m³. Podgrodzie znajdujące się na wschód od grodu miało kształt prostokąta o wymiarach 140 × 133 m. Zabezpieczał je wał zaporowy. Dalej na wschód rozciągało się refugium zajmujące obszar 5 ha i osłanięte niskim wałem, wzmocnionym palisadą, o długości 2 km. O wartości tego dzieła mówią: znakomite obronne położenie, plan obiektu składa się z owalnego grodu właściwego oraz przylegającego doń podgrodzia i refugium. Jest dobrze zachowany stan założenia, zajęty przez pola orne i łąki. Brak badań majdanu nie pozwala na określenie charakteru i gęstości zabudowy grodziska. W niedalekiej odległości od wałów, na wypłaszczeniu po północno-zachodniej stronie grodu i tuż za wałem podgrodzie od wschodu istniały osady przygrodowe. Badania powierzchniowe pozwoliły na stwierdzenie obecności: skupisk spalenizny, polepy konstrukcyjnej i ceramiki ze środkowej fazy okresu wczesnego średniowiecza, gdy istniał gród. Pozwala to na przyjęcie, że są to pozostałości budynków. Trudno jest utrzymywać, iż zasiedlono jedynie otoczenie grodu bez jego samego. Obiekt ten jest jednym z najłatwiej dostępnych i dogodnie położonych przykładów wczesnośredniowiecznego założenia obronnego na terenie Karpat. Dlatego mógłby być wykorzystany jako przykład prezentacji wczesnośredniowiecznej architektury. Grodzisko jest pozostałością bogatej przeszłości Bocheńca. Jadowniczanie będąc świadomymi jego wartości decyzjami podjętymi na zebraniach gminnych uznali go za pomnik kultury narodowej. Niszczenie wałów zostało spenalizowane.
Reliktem jest kościół św. Anny i związane z tym legendy i przekazy. Jego upadek wiązał się z kryzysem starej organizacji w czasach pierwszych Piastów. Obiekt nie doczekał się zaawansowanych badań archeologicznych. Przeprowadzone prace miały charakter inwentaryzacyjny i ratowniczy lub sondażowy. Pierwsze badania przeprowadził w 1905 Włodzimierz Demetrykiewicz w związku z akcją inwentaryzacji grodzisk. Na posiedzeniu Komisji Antropologicznej PAU w Krakowie w dniu 28 czerwca 1906 r. przedstawił wyniki swych działań. 3 sierpnia 1910 powstał pierwszy plan grodziska wykonany przez Mariana Wawrzenieckiego, uczestnika badań Demetrykiewicza. W roku 1925 gród wizytował Józef Żurowski, konserwator zabytków przedhistorycznych. Pełniejsze poznanie obiektu zawdzięczamy działalności Gabriela Leńczyka, który 22 lipca 1932 odwiedził Bocheniec i sporządził obszerną dokumentację. Informacje o nim przedstawiał w swych opracowaniach. 24 czerwca ponownie G. Leńczyk inwentaryzował obiekt, sporządził kolejny jego plan oraz najbardziej szczegółowy opis założenia. Informował o zniszczeniach spowodowanych działaniami wojennymi (austriackie okopy na wałach). W 1966 przeprowadzono pod przewodnictwem Andrzeja Żakiego badania wstępne grodu. Karpacka Ekspedycja Archeologiczna w 1968 wykonała badania powierzchniowe znajdując m.in. ceramikę. W tym też czasie swe poszukiwania prowadził Antoni Jodłowski. Wiosną 1993 grodzisko zostało jednym z przedmiotów badań prowadzonych przez Andrzeja Ceterę, Eligiusza Dworaczyńskiego oraz Jerzego Okońskiego. Przebadano jedynie 40 m² powierzchni grodziska, co nie umożliwia jego dokładniejsze scharakteryzowanie. Jest on typowym dla okresu plemiennego obiektem wielodziałowym o złożonym systemie okazałych wałów. Wał I otaczający właściwy majdan ma 3 m wysokości i 12 m szerokości przy podstawie. Położone na wschód od niego podgrodzie. Otoczone przez wał II, który okalał także właściwy gród w odległości 20–30 m od wału I. Najlepiej zachował się jego wschodni fragment posiadający do 4,5 m wysokości i 10 m szerokości przy podstawie. Wał III znajdujący się na północnym i zachodnim zboczu uległ w dużej mierze zniszczeniu. Według A. Jodłowskiego wewnątrz właściwego grodu znajdował się jeszcze jeden wał, który został zniwelowane w wyniku działalności rolniczej. Punktem wyjścia muszą być badania wykopaliskowe. Dostarczą one szczegółowych rozwiązań do projektu technicznego. Wykopaliska archeologiczne powinny objąć: wykonanie przekopów szerokości 4–5 m przez wały. Jest to najważniejsze działanie, gdyż umożliwia poznanie konstrukcji umocnień, precyzyjne datowanie założenia obronnego. Te prace powinny również objąć rozpoznanie wnętrza grodu i zabudowy. Rozpoznanie to wymagałoby wiele lat badań. Ogółem wały całego zespołu grodowego zajmują obszar ok. 6 ha, a gród właściwy leżący w najwyższej, zachodniej partii wzniesienia zajmuje obszar 2 ha (200 × 135 m). Pisał o nim obszernie brzeski archeolog Jerzy Okoński łącząc ową warownię z grupą grodzisk z czasów państwa Wiślan (Zawada Lanckorońska, Zawada na Górze św. Marcina koło Tarnowa, Łapczyca koło Bochni i Demblin w widłach Wisły i Dunacja). W najlepszym stanie przetrwał do dziś wschodni odcinek wału podgrodzia, przerwany poprowadzoną przezeń przed kilkoma wiekami drogą prowadzącą z Jadownik. Ma on ok. 4 m wysokości i 18 metrowej szerokości podstawę.

## Inne obiekty
- Remiza Ochotniczej Straży Pożarnej, ul. Krakowska;
- Plebania parafialna;
- Cmentarz parafialny, ul. Podgórska. Wpisany na listę zabytków nieruchomych Narodowego Instytutu Dziedzictwa[28]. Obecny został założony w 1838. Rozszerzany w 1893 i 1987. W 1990 wybudowano na nim kaplicę cmentarną. Najstarsza mogiła pochodzi z 1846. W jego obrębie położony jest także cmentarz wojskowy z czasów I wojny światowej żołnierzy austriackich. W północnej części znajduje się jeszcze cmentarz choleryczny ofiar epidemii z roku 1873[29];
- Cmentarz wojskowy z czasów I wojny światowej nr 278 zaprojektowany przez Roberta Motkę. Spoczywa na nim 66 żołnierzy austro-węgierskich i 10 rosyjskich. Znajduje się w obrębie cmentarza parafialnego, po wschodniej stronie kościoła. Ma kształt prostokąta. Tylną część ogrodzenia stanowią betonowe słupki, natomiast z przodu cmentarza tę rolę odgrywają trzy pomniki – wszystkie te elementy połączone są grubym ozdobnym łańcuchem. Element centralny stanowią trzy podobne do siebie betonowe pomniki ze spadzistymi bokami, zwieńczone krzyżami (jeden z nich „rosyjski”). Na środkowym-większym pomniku znajduje się tablica inskrypcyjna z datą 1914 oraz napisem:

”TRAUERT NICHT DASS UNSER MUND VERSTUMMT IST UNSERE GRÄBER SOLLEN ZU EUCH SPRECHEN VON DER LIEBE ZUM VATERLAND”.
Powyżej umieszczono współczesną granitową tabliczkę z następującym tłumaczeniem inskrypcji: „ Nie martwcie się, że nasze usta zamilkły. Nasze groby powinny mówić do Was o miłości do ojczyzny”. Cmentarz jest zadbany, jego stan jest bardzo dobry;
- Pomnik ku czci pomordowanych mieszkańców wsi w czasie II wojny światowej. Odsłonięty 21 kwietnia 1985;
- Urząd Pocztowy, ul. W. Witosa 5a (nieczynne);
- Hotel, ul. Sportowa 65;
- Piekarnia;
- Stadion Jadowniczanki, ul. Sportowa 65. Pojemność – 1000 miejsc (300 siedzących), oświetlenie – brak, boisko – 96 m x 55 m;
- Hurtownia, ul. W. Witosa;
- Kółko rolnicze, ul. W. Witosa;
- Stacja paliw, ul. Krakowska;
- Wysypisko śmieci, ul. Szkolna (nieczynne);
- Ośrodek zdrowia, ul. Środkowa 2;
- Apteka, ul. Środkowa 2;
- Dom ludowy, ul. Krakowska;
- Izba regionalna. Powstała z inicjatywy Towarzystwa Miłośników Ziemi Jadownickiej oraz miejscowej Rady Sołeckiej. Wśród licznie zgromadzonych eksponatów dominuje pochodzące z I. poł. XX w. sprzęty rolnicze oraz gospodarstwa domowego. Obok Izby regionalnej funkcjonuje stała ekspozycja prac artysty rzeźbiarza Tadeusza Świerczka. Pochodzący z Jadownik artysta jest autorem setek prac, które zdobią liczne kościoły, instytucje i mieszkania kolekcjonerów sztuki w całej Polsce. W jadownickiej galeryjce można obejrzeć nie tylko rzeźby ludzi którzy są symbolami polskiego narodu, takich jak m.in. Jan Paweł II, Józef Piłsudski czy Czesław Miłosz, lecz także figurki Janosika czy Freda Astaire’a[4].
- Nad skarpą lewobrzeżnej terasy zalewowej Uszwicy liczne znaleziska powierzchniowe ceramiki wczesnośredniowiecznej – przypuszczalnie osada (A. Jodłowski, Sprawozdanie z badań powierzchniowych w dolinie Uszwicy. Badania archeologiczne prowadzone przez Muzeum Żup Krakowskich w 1971, (Wieliczka 1972, s. 59-60);
- obelisk dla upamiętnienia pontyfikatu Jana Pawła II, projektu Alfreda Budziocha, przy zbiegu ulic: Podgórskiej, Radosnej i Królewskiej[31].
- cztery kapliczki: św. Tekli, św. Prokopa (XVIII w.), św. Jana Niepomucena (XIX w.) i św. Floriana (pocz. XX w.) oraz 30 figur z których najstarsza pochodzi z 1840. Zachowały się także cztery krzyże.